# گروه خامی
گروه خامی مجموعه‌ای از سازندهای زمین‌شناسی زاگرس است، که شامل سازندهای هیث و سورمه از دوره ژوراسیک و سازندهای فهلیان، گدوان و داریان از دوره کرتاسه می‌باشد. 
نام این گروه از کوه خامی، در شمال شهرستان گچساران اقتباس شده است و از نظر هیدروکربن، اهمیت فراوان دارد. در بین سازندهای این گروه، سازندهای آهکی فهلیان و داریان، سنگ مخزن می‌باشند، که در بعضی میدان‌های نفتی دارای ذخایر نفت خام است، گرچه در اغلب میدان‌ها دارای گاز می‌باشند. سنگ مخزن خامی از نظر ذخیره نفتی، پس از سنگ مخزن آسماری و سنگ مخزن بنگستان قرار دارد و از نظر عمق نسبت به سنگ مخزن‌های آسماری و بنگستان در ژرفای بیشتری از سطح زمین قرار دارد. میدان‌های اهواز، گچساران، مارون، کرنج، بی‌بی‌حکیمه و آغاجاری، از جمله میادینی هستند که دارای ذخایر هیدروکربوری گروه خامی می‌باشند.